# Edmond-Charles Genêt
Edmond-Charles Genêt (Versailles, 8 gennaio 1763 – East Greenbush, 14 luglio 1834) è stato un diplomatico e politico francese.
Inviato come ambasciatore negli Stati Uniti, mise a dura prova le relazioni tra la Francia rivoluzionaria e il governo Washington, cospirando per coinvolgere gli Stati Uniti nella guerra contro la Gran Bretagna.

## Biografia

### Nascita e formazione
Genêt nacque a Versailles nel 1763. Era il nono e ultimo figlio di un funzionario francese, Edmond Jacques Genêt (1726–1781), impiegato presso il Ministero degli Affari Esteri. Nel 1781 Edmond succedette al padre come traduttore al ministero. Subito dopo lo scoppio della Rivoluzione nel 1789, fu nominato incaricato d'affari presso la legazione francese in Russia, ma il suo entusiasmo rivoluzionario lo oppose all'imperatrice Caterina II la Grande, che lo espulse dal paese nel luglio del 1792. Tornato in Francia, Genêt si avvicinò ai girondini e si legò al loro leader Jacques Pierre Brissot.

### La missione negli Stati Uniti
L'instaurazione della Repubblica in Francia rilanciò le ragioni di un'alleanza politica e militare con gli Stati Uniti: alle ostilità con la Spagna, divenuta in tal modo un comune grave incomodo nel continente americano, tennero dietro le tensioni con l'Inghilterra che sfociarono - dopo la condanna a morte di Luigi XVI nel mese di gennaio del 1793 - nella dichiarazione di guerra.
I partiti politici statunitensi si divisero: Hamilton insisté sulla necessità di buoni rapporti con Londra, mentre Jefferson e Madison rilanciarono l'alleanza con la Francia e non ne nascosero il profilo di sfida all'egemonia britannica sul mare. In questo quadro va letta la decisione dell'esecutivo di Parigi di inviare in America come proprio ministro Genêt, il cui mandato era quello di allargare le ostilità contro le potenze avversarie nel nuovo mondo tramite un trattato di alleanza con gli Stati Uniti. 
Per giungere a ciò Genêt pensò di riproporre negli Stati Uniti la pratica rivoluzionaria che in Francia aveva portato al rovesciamento della monarchia francese. Gli sembrava che le società democratiche cresciute un poco in ogni dove in America fossero l'equivalente dei club giacobini e che dunque si potesse fare loro appello per avviare una forte pressione sull'esecutivo, all'interno del quale Jefferson si sarebbe dovuto levare per superare l'ostilità di Hamilton - e le resistenze dello stesso Washington - a un'alleanza militare con la Francia. Questo spiega la decisione di Genêt di sbarcare a Charleston per muovere, solo molto lentamente, fra il tripudio delle società democratiche che lo salutavano quale alfiere della nuova Europa, sino a Filadelfia, dove, presto scontrandosi con il presidente e il suo esecutivo, si sarebbe addirittura spinto a minacciare un diretto appello al Congresso.
La vicenda è stata spesso proposta nei termini dell'incomprensione da parte di Genêt del sistema politico americano, ma il suo pedigree repubblicano e la sua piena accettazione delle linee di politica estera dettate da Brissot sembrano suggerire piuttosto il contrario, e cioè che il ministro francese, con le sue spregiudicate manovre, intendesse favorire una seconda rivoluzione in terra americana, che portasse il Congresso a prevalere sul presidente e ancor prima, all'interno dell'aula parlamentare, i democratico-repubblicani sui federalisti.
La corrispondenza di Genêt conferma in più punti il suo convincimento che gli Stati Uniti disponessero di un equilibrio politico molto simile a quello della Francia precedente alla rivoluzione dell'agosto 1792, perché egli accusava Washington, per il quale non nutriva alcuna ammirazione, di essere un re - a tempo definito, ma comunque un re - sospettava Hamilton di sentimenti monarchici e pronosticava che, forte dell'appoggio presidenziale, avrebbe ristabilito presto ottimi rapporti con la Gran Bretagna. Sull'altro lato dello schieramento, Jefferson e Madison gli sembravano guidare un partito in netta minoranza nell'esecutivo, cui non restava altro che l'appello alle società democratiche per contrapporre la forza dell'opinione pubblica alle manovre di palazzo.

### Lo scontro con Washington
La somiglianza con il quadro politico che aveva indotto nell'estate del 1792 i giacobini all'insurrezione doveva apparirgli evidente e questo spiega le manovre di Genêt per favorire nei territori del nuovo mondo iniziative, anche di tipo insurrezionale, contro la Spagna. I finanziamenti presto erogati per avviare operazioni militari in Florida e Louisiana erano però troppo spregiudicati per non impensierire un esecutivo statunitense che temeva di venire accusato dalla Gran Bretagna di essere, una volta di più, in combutta con l'antico alleato. Le cose precipitarono nel mese di luglio del 1793, quando Genêt, preso possesso a seguito di un atto di pirateria di un mercantile inglese, lo aveva armato per metterlo in mare a sostegno di una possibile insorgenza in Florida e aveva rifiutato di consegnarlo alle autorità statunitensi.
Per l'occasione, il ministro francese aveva dichiarato che non avrebbe più tollerato intromissioni dell'esecutivo di Washington e si disse pronto a fare appello al popolo perché rovesciasse il presidente. Genêt continuava insomma ad agitare lo spetto di una seconda rivoluzione in terra americana e questa clamorosa iniziativa convinse Washington a rompere gli indugi e chiedere, alla fine di agosto, l'immediato ritiro del rappresentante francese, senza che Jefferson nulla volesse (o più probabilmente potesse) fare per salvarlo.

### Il conflitto nei caraibi e il tentativo di un asse con Jefferson
Al di là delle facili accuse di dilettantismo politico, puntualmente addossate a Genêt per dimostrare l'implausibilità della sua azione, il suo impaziente attivismo costituiva però una strada pressoché obbligata: egli arrivò nel nuovo mondo nel pieno del conflitto militare con le altre potenze coloniali e con il preciso mandato di coinvolgere gli Stati Uniti in una guerra che portasse soccorso alla colonia di Saint-Domingue, dove i commissari Sonthonax e Polverel incontravano gravi difficolta a riportare l'ordine e lamentavano come proprio gli inglesi, addirittura contando sull'appoggio dei circoli federalisti vicini a Hamilton, molto soffiassero sul fuoco.
Queste preoccupazioni trovarono una drammatica conferma proprio nel corso  dell'estate del 1793, quando i due commissari non riuscirono a fermare lo sbarco a Santo Domingo degli inglesi, che occuparono una parte dell'isola. Della drammatica situazione nella colonia - che vedeva i francesi presi a tenaglia tra la rivolta degli schiavi e la minaccia britannica - i coloni bianchi rifugiatisi negli Stati Uniti e ostili al nuovo ordine repubblicano di Francia incolparono prontamente Sonthonax e Polverel, addirittura indicati come i promotori delle violenze perpetrate dai neri in rivolta. Genêt, che rispondeva, del pari dei due commissari, alle linee guida della politica estera brissottina, contestò vivamente quelle parole, facendone la prova provata di un grande complotto contro la Francia repubblicana, perché gli inglesi, i federalisti di Hamilton, i coloni bianchi schiavisti di Santo Domingo, gli spagnoli e gli stessi schiavi neri in rivolta sarebbero stati tutti dalla stessa parte per impedire i progressi della democrazia nel nuovo mondo.
In questi termini alla fine dell'ottobre 1793, egli inviava un'ultima richiesta di soccorso a Jefferson, ricordando come la conquista inglese di Santo Domingo nascesse da un complotto ordito dai coloni, molti dei quali avevano poi raggiunto gli Stati Uniti, dove avevano trovato facile accoglienza presso i federalisti, che a loro volta - sempre a detta di Genêt - mai avevano rinunciato alla possibilità di un ritorno sotto la sovranità britannica.
Le accuse, ancorché difficilmente dimostrabili avevano una loro coerenza e cercavano di convincere i circoli democratico-repubblicani degli Stati Uniti a schierarsi in favore di un'alleanza militare con la Francia contro gli imperi atlantici. Tuttavia, era un appello destinato a cadere nel vuoto, sia perché Jefferson era in grave difficoltà all'interno di un esecutivo che vedeva il presidente sempre più vicino alle posizioni apertamente favorevoli alla Gran Bretagna di Hamilton, sia perché il tempo politico di Genêt si era nel frattempo esaurito.

### La caduta dei girondini e l'esilio
Nell'autunno del 1793 in America si era ormai diffusa la notizia che le lotte di fazione intercorse in seno alla Convenzione di Parigi avessero trovato una soluzione favorevole a Robespierre contro Brissot. Il dissidio che divideva i due gruppi sin dal tempo del dibattito sull'opportunità della guerra era così giunto a conclusione con l'eliminazione completa di una delle due parti politiche in causa.
In effetti, da quando Genêt si era imbarcato nel febbraio del 1793 alla volta degli Stati Uniti, la situazione politica francese aveva conosciuto una rapida involuzione: la morte del re aveva esacerbato le tensioni in seno all'assemblea, dove il gruppo girondino aveva tentato fino all'ultimo di evitare la sua decapitazione per evitare il prevedibile intervento dell'Inghilterra, mentre in parallelo il pessimo andamento delle ostilità aveva favorito le proteste contro la Convenzione. Nel mese di aprile, la notizia del tradimento del generale Dumouriez al fronte aveva consentito a Robespierre di accusare Brissot di esserne il complice e di prendere la guida delle proteste, dentro e fuori l'aula parlamentare, contro i girondini. Questi inutilmente denunciarono il pericolo di un colpo di mano estremista, che si materializzò in occasione delle giornate insurrezionali del 31 maggio e del 2 giugno 1793, quando reparti in armi della Guardia nazionale e uomini giunti dalle sezioni cittadine circondarono l'assemblea per ottenere misure a sostegno della popolazione e al tempo stesso allontanare dall'aula i deputati girondini. A fronte di quell'aperta sfida, la maggioranza dell'assemblea, dopo aver inutilmente tentato di resistere, decise per le espulsioni chieste dalla piazza. Era il trionfo della Montagna, ormai padrona dell'assemblea.
Genêt, richiamato in Francia anche a seguito delle pressioni del governo statunitense, pensò bene di non fare ritorno, certo che avrebbe seguito i girondini sulla via del patibolo. Preferì restare in terra americana, dove sposò la figlia del governatore di New York George Clinton e si dedicò a studi di agricoltura. Morì ad East Greenbush il 14 luglio 1834.